# 井澤美香子
井澤 美香子（いざわ みかこ、1994年9月6日 - ）は、日本の女性声優。リマックス所属。埼玉県出身。

## 略歴
HYPER VOICEプロフェッショナルクラス2014修了生である。
2018年4月15日、SMA VOICE内にメンバーズサイト「みけの宅配便 〜あなたにお届け〜」が開設された。
2023年6月末をもってソニー・ミュージックアーティスツを退所、7月1日付けでリマックスに所属。

## 人物

### あだ名
みけというあだ名は、小学生のころに入っていた演劇クラブで演じた「あやこちゃん」のあだ名がミケちゃんだったことが由来である。また、子供の頃、名古屋に住んでいたことがある。

### 持ち台詞
- ゆったり、のんびり、といったような意味の「ぽんわり」を、本人のTwitterへの投稿や配信番組で聞くことができる。
- ラオス語で「頑張って」を意味する「ぱにゃにゃんだー」を挨拶や合言葉のように使っている[11]。

### 趣味・趣向
- 趣味は、ダンス、舞台鑑賞、猫と遊ぶ、さんぽ。特技、お菓子作り、イラスト、ダーツ、ダンス、狂言[12][13]。
- 謎解き、ボードゲーム、お笑い、ラジオ、楽しい事の企画、料理、ボルダリングなども好きだと語っている[14]。
- また、家や建物に興味を持っており[15]、写真、戦車、軍艦、クラシックバレエ、歌については勉強中だが、好きだと語っている[16]。
- 好きな食べ物は、チョコレート[4]。苦手な食べ物はセロリ[4]。
- アニメを見始めるきっかけとなった作品、人生に決定的な影響を与えたアニメに、『S・A〜スペシャル・エー〜』をあげている[1]。
- 声優を目指す以前から声優ユニット・スフィアを尊敬している[17]。
- 座右の銘は、「努力は人を裏切らない」「迷った時は勇気のいる方を選ぶ」[4]。

### 交友
- 仲の良い声優には、篠田みなみ[9]、伊波杏樹[9]、長久友紀[18]がいる。
- メディアミックスプロジェクトアサルトリリィの共演者とも仲が良く、番組へのゲスト招待[19]のほか、プライベートでの親交も深い。[20]
- 小澤亜李とは『わかば*ガール』で共演する以前からプライベートでの親交がある[21]。

## 出演
太字はメインキャラクター。

### テレビアニメ
2014年
- 普通の女子校生が【ろこどる】やってみた。（柏葉さつき）
- 甘城ブリリアントパーク（寺野睦美、園児）

2015年
- レーカン!（花子さん）
- ハロー!!きんいろモザイク（女子生徒B、女の子）
- ダンジョンに出会いを求めるのは間違っているだろうか（女神A）
- わかば*ガール（時田萌子）
- To LOVEる -とらぶる- ダークネス 2nd（女の子、女生徒C）
- VALKYRIE DRIVE -MERMAID-（処女まもり）

2016年
- 12歳。（恩田みこ、女子生徒、山田あんず、女店員、女の子） - 2シリーズ
- 少年メイド（飼い主の女性、乃村夕、子犬の飼い主）

2017年
- ガヴリールドロップアウト（犬、田中、チャッピー）
- キラキラ☆プリキュアアラモード（女性、演劇部員）

2018年
- こみっくがーるず（女子高生）
- アニマエール!（猿渡宇希）

2019年
- この世の果てで恋を唄う少女YU-NO

2020年
- アサルトリリィ BOUQUET（楓・J・ヌーベル）

2022年
- 異世界迷宮でハーレムを（ルティナ）

2024年
- 休日のわるものさん（女子A）

2025年
- グリザイア:ファントムトリガー（有坂秋桜里）

### 劇場アニメ
- 黒の栖-クロノス-（2014年、女子生徒）

### OVA
- 甘城ブリリアントパーク（2015年、園児）
- 普通の女子校生が【ろこどる】やってみた。 クリスマススペシャル（2015年、柏葉さつき）
- グリザイア:ファントムトリガー THE ANIMATION（2019年 - 2020年、有坂秋桜里[37][38][39]） - 2シリーズ[一覧 2]

### Webアニメ
- ロボットガールズNEO（2018年、グレンダちゃん〈グレンダイザー〉[40]）
- アサルトリリィ ふるーつ（2021年、楓・J・ヌーベル[41]）

### ゲーム
2014年
- ヒーローズプレイスメント（urato、奥羽こまち、小出元気、時金与禰、生駒ばりあ、池田砂楽）

2015年
- アニ・メーター（処女まもり）
- クロノドラゴン（アーチャー）
- シューティングガール（花房カズハ）
- 神撃のバハムート（カルミア）
- ロイヤルフラッシュヒーローズ（イセルナ・カーム、リディル）

2016年
- ウチの姫さまがいちばんカワイイ（金魚姫 アウラ）
- 消滅都市2（ミライ）

2017年
- グリザイア:ファントムトリガー（有坂秋桜里）
- CARAVAN STORIES（アデル）

2018年
- アズールレーン（ネプチューン）
- きららファンタジア（2018年 - 2022年、猿渡宇希）

2020年
- BATON=RELAY（五十里寧子）
- 絵師神の絆（プチ）
- アズールレーン クロスウェーブ（ネプチューン）
- モンスターストライク（2020年 - 2024年、増長天、ギルデッタ）
- グリザイア クロノスリベリオン（有坂秋桜里）

2021年
- アサルトリリィ Last Bullet（2021年 - 2022年、楓・J・ヌーベル）
- クイズRPG 魔法使いと黒猫のウィズ（ハティ・エイティス）

2022年
- おじさまと猫 スーパーミラクルパズル（ママさん）
- ヘブンバーンズレッド（2022年 - 2024年、蔵里見）

2024年
- 不思議の幻想郷 -FORESIGHT-（玉造魅須丸）

### ドラマCD
- 渕東なぎさキャラクターボイスCD Vol.1・2（2013年 - 2014年）
- 渕東なぎさキャラクターボイスCD Vol.2
- 食戟のソーマ『遠月学園的日常とそれぞれの事情』（2015年、女生徒B）※単行本11巻ドラマCD付き特装版[67]
- 普通の女子校生が【ろこどる】やってみた。『みらいの誕生日』（2015年、柏葉さつき）※単行本第4巻ドラマCD付き特装版[68]
- メガミマガジン応募者全員サービス『VALKYRIE DRIVE -MERMAID-』オリジナルドラマCD（2016年、処女まもり）

### ボイスドラマ
- 戦国繚乱美少女伝（2025年、本多忠勝）

### 吹き替え
- ピッチ・パーフェクト（2015年、キミー[69]）※パルコ/ハピネット版

### ラジオ
※はインターネット配信。
- 井澤美香子の本気!アニラブ（2012年 - 2013年、超!A&G+※）[70]
- ぷちぽっど（2013年、ねおぽっど）[71]
- 井澤美香子・諏訪ななかのふわさた（2015年 - 2022年、超!A&G+※・AG-ON Premium※）[72]
- わかば*ラジオ（2015年、dアニメストア）[73]
- ヴァルキリードライヴ 〜ラジオマーメイド〜（2015年、HiBiKi Radio Station※）[74]
- 長久友紀・井澤美香子のぼけTWOオフィス（2016年 - 2017年、ラジ友※）[75]
- みけの宅配便 ～あなたにお届け～（2018年 - 、SMA VOICE内※）[76]
- アサルトリリィ ラジオガーデン（2020年、HiBiKi Radio Station※）
- アサルトリリィ ラジオガーデン ‐GROWING‐（2021年、TBSラジオ・HiBiKi Radio Station※）
- アサルトリリィ ラジオガーデン ‐OVERFLOW‐（2021年 - 2022年、HiBiKi Radio Station※）
- 猫好き推奨ラジオ ねこまっしぐら！我ら猫党！（2021年、音泉※）[77]

### テレビ番組
※はインターネット配信。
- 超流派（2015年 - 2017年、テレビ東京） - ナレーション、レポーター
- デイリーニュース 足立・葛飾・江戸川（2016年、J:COM足立・J:COM東葛葛飾・J:COM江戸川） - 番組内コーナー「どこラン」ナレーション
- プン蔵の大航海時代・レッツラゴー（2017年、OPENREC.tv※）[78]
- 戦慄女子（2018年、 エンタメ～テレ） - 林田マリ 役 [79]

### ラジオCD
- 今夜もざわざわ♪ レーカン！ラジオCD…なんです。 第0巻・第1巻（2015年）[80]
- ラジオCD「ヴァルキリードライヴ ～ラジオマーメイド～」（2016年）[81]

### 舞台
- 舞台ドリームクラブ〜国民総ピュア化計画☆エブリディが週末!?〜（2013年8月16日 - 18日） - 理保 役[82]
- 劇団ドリームクラブ ホストガール ライブオンステージ VOL.1（2014年2月11日、ラゾーナ川崎プラザソル） - 理保 役[83]
- DREAM☆TOUR！突き進め！ENTERTAINMENT！！（2016年1月15日 - 17日） - 客演[84]
- オリジナル朗読劇「お化けなんて全然怖くない。」（2018年11月1日 - 4日、築地ブディストホール）[85]
- アサルトリリィ - 楓・J・ヌーベル 役
  - League of Gardens（2020年1月9日 - 15日、新宿FACE）[86]
  - The Fateful Gift（2020年9月3日 - 13日、東京建物 Brillia HALL）[87]
  - Lost Memories（2022年1月20日 - 30日、サンシャイン劇場）[88]

### その他コンテンツ
- ネットラジオイメージキャラクター 望月みさと[89]
- 温泉むすめ（万座千斗星[90][91]）
- YouTube背神ドラマ『ネット怪談×百物語』 - ミケ蘭じゃろ 役[92]
- CHARMS!!（チャームス!!）（2021年）朗嘉恵利 役[93]

## ディスコグラフィ

### キャラクターソング
| 発売日   | 商品名                                                                                   | 歌 | 楽曲                                               | 備考                                                           |
| 2015年   | 2015年                                                                                   | 2015年 | 2015年                                             | 2015年                                                         |
| -------- | ---------------------------------------------------------------------------------------- | --- | -------------------------------------------------- | -------------------------------------------------------------- |
| 6月17日  | レーカン！ BD・DVD第0巻特典CD                                                            | 天海響と霊のみなさん | 「成仏のススメ」                                   | テレビアニメ『レーカン！』関連曲                               |
| 8月26日  | 初めてガールズ！                                                                         | 一年藤組 | 「初めてガールズ！」                               | テレビアニメ『わかば*ガール』オープニングテーマ                |
| 9月16日  | レーカン！ BD・DVD 第3巻特典CD                                                           | オールスターキャスト | 「カラフルストーリー」                             | テレビアニメ『レーカン！』関連曲                               |
| 10月28日 | スーパーウルトラハイパーミラクルロマンチック                                             | 敷島魅零（井口裕香）、処女まもり（井澤美香子） | 「スーパーウルトラハイパーミラクルロマンチック」   | テレビアニメ『VALKYRIE DRIVE -MERMAID-』エンディングテーマ     |
| 12月18日 | VALKYRIE DRIVE -MERMAID- BD・DVD第1巻特典CD                                              | 処女まもり（井澤美香子） | 「バババ♡バージンロード」                          | テレビアニメ『VALKYRIE DRIVE -MERMAID-』関連曲                 |
| 2016年   |                                                                                          | |                                                    |                                                                |
| 7月13日  | 普通の女子校生が【ろこどる】やってみた。ミュージック・アルバム～夏の思い出作ってみた。～ | 野田硝子（井澤詩織）、柏葉さつき（井澤美香子）、水元美里（津田美波） | 「DecoBocoベストサポーターズ」                     | テレビアニメ『普通の女子校生が【ろこどる】やってみた。』関連曲 |
| 2018年   |                                                                                          | |                                                    |                                                                |
| 11月7日  | テレビアニメ「アニマエール！」テーマソングコレクション -Smile-                           | 神ノ木高校チアリーディング部 | 「ジャンプアップ↑エール!!」                        | テレビアニメ『アニマエール！』オープニングテーマ               |
| 11月7日  | テレビアニメ「アニマエール！」テーマソングコレクション -Smile-                           | 神ノ木高校チアリーディング部 | 「One for All」                                    | テレビアニメ『アニマエール！』エンディングテーマ               |
| 11月7日  | テレビアニメ「アニマエール！」テーマソングコレクション -Smile-                           | 神ノ木高校チアリーディング部 | 「Color select」                                   | テレビアニメ『アニマエール！』関連曲                           |
| 11月7日  | テレビアニメ「アニマエール！」テーマソングコレクション -Wink-                            | 猿渡宇希（井澤美香子） | 「夢見るスカート」                                 | テレビアニメ『アニマエール！』関連曲                           |
| 12月25日 | レイニーボーイフレンド                                                                   | OH YOU LADY? | 「レイニーボーイフレンド」 「ぽかぽか音頭」        | 『温泉むすめ』関連曲                                           |
| 2021年   |                                                                                          | |                                                    |                                                                |
| 1月27日  | アサルトリリィ BOUQUET BD第1巻特典CD                                                     | 一柳隊 | 「Edel Lilie」                                     | テレビアニメ『アサルトリリィ BOUQUET』エンディングテーマ       |
| 2月24日  | アサルトリリィ BOUQUET BD第2巻特典CD                                                     | 楓・J・ヌーベル（井澤美香子）、二川二水（西本りみ）、ミリアム・ヒルデガルド・v・グロピウス（高橋花林） | 「リリィ♡リリィ♡GOGOリリィ♡」                      | テレビアニメ『アサルトリリィ BOUQUET』関連曲                   |
| 3月24日  | アサルトリリィ BOUQUET BD第3巻特典CD                                                     | 一柳隊 | 「GROWING*」                                       | テレビアニメ『アサルトリリィ BOUQUET』エンディングテーマ       |
| 4月28日  | アサルトリリィ BOUQUET BD第4巻特典CD                                                     | 一柳隊 | 「君の手を離さない ～BOUQUET Ver.～」              | テレビアニメ『アサルトリリィ BOUQUET』挿入歌                   |
| 5月26日  | 舞台「アサルトリリィ League of Gardens / アサルトリリィ The Fateful Gift」 BD特典CD      | 一柳隊 | 「繋がり」                                         | 舞台『アサルトリリィ League of Gardens』オープニングテーマ     |
| 5月26日  | 舞台「アサルトリリィ League of Gardens / アサルトリリィ The Fateful Gift」 BD特典CD      | 一柳隊 | 「大切を数えよう」                                 | 舞台『アサルトリリィ League of Gardens』エンディングテーマ     |
| 5月26日  | 舞台「アサルトリリィ League of Gardens / アサルトリリィ The Fateful Gift」 BD特典CD      | 一柳隊、ルド女選抜、御台場選抜、相模女子選抜、ヘルヴォル、御前（佃井皆美） | 「君の手を離さない」                               | 舞台『アサルトリリィ The Fateful Gift』オープニングテーマ      |
| 9月8日   | Edel Lilie（Last Bullet MIX） 一柳隊Ver.                                                 | 一柳隊 | 「OVERFLOW」                                       | ゲーム『アサルトリリィ Last Bullet』関連曲                     |
| 2022年   |                                                                                          | |                                                    |                                                                |
| 2月9日   | Neunt Praeludium（Last Bullet MIX） 一柳隊ver.                                           | 一柳隊 | 「蕾の中の奇跡」                                   | ゲーム『アサルトリリィ Last Bullet』関連曲                     |
| 2月9日   | Neunt Praeludium（Last Bullet MIX） 一柳隊ver.                                           | 一柳隊 | 「想い出が溢れてる」                               | 舞台『アサルトリリィ Lost Memories』テーマソング               |
| 2月9日   | Neunt Praeludium（Last Bullet MIX）Blu-ray付生産限定盤                                   | アサルトリリィ Last Bullet | 「蕾の中の奇跡」                                   | ゲーム『アサルトリリィ Last Bullet』関連曲                     |
| 8月3日   | Cherish                                                                                  | 一柳隊 | 「Neunt Praeludium」 「Edel Lilie」                | 『アサルトリリィ』関連曲                                       |
| 8月3日   | Cherish                                                                                  | 楓・J・ヌーベル（井澤美香子） | 「La Vie en rose 〜楓・J・ヌーベルの優雅な日常〜」 | 『アサルトリリィ』関連曲                                       |
| 8月5日   | CHARMS!! ユニットデビューシリーズ #2 Pièce Montée                                        | 朗嘉恵利（井澤美香子） | 「La’Cream」                                       | 『CHARMS!!』関連曲                                             |
| 8月5日   | CHARMS!! ユニットデビューシリーズ #2 Pièce Montée                                        | 朗嘉恵利（井澤美香子）、有村柘榴（井澤詩織） | 「グッドナイト・ハニー」                           | 『CHARMS!!』関連曲                                             |
| 2023年   |                                                                                          | |                                                    |                                                                |
| 5月26日  | CHARMS!! デビューシングル「WE ARE CHARMS!!」                                             | 嬉野ひなた（会沢紗弥）、朗嘉恵利（井澤美香子）、桜木梢枝（峯田茉優）、権堂 舞（福原綾香）、妙典 蛍（影山灯） | 「CHARMS!!」                                       | 『CHARMS!!』関連曲                                             |
| 5月26日  | CHARMS!! デビューシングル「WE ARE CHARMS!!」                                             | 嬉野ひなた（会沢紗弥）、朗嘉恵利（井澤美香子）、桜木梢枝（峯田茉優）、権堂 舞（福原綾香）、妙典 蛍（影山灯） | 「WE ARE CHARMS!!」                                | 『CHARMS!!』関連曲                                             |
| 5月26日  | CHARMS!! デビューシングル「WE ARE CHARMS!!」                                             | 朗嘉恵利（井澤美香子）、有村柘榴（井澤詩織） | 「La'Cream(Short ver.)」                           | 『CHARMS!!』関連曲                                             |
| 5月26日  | CHARMS!! デビューシングル「WE ARE CHARMS!!」                                             | 朗嘉恵利（井澤美香子）、有村柘榴（井澤詩織） | 「グッドナイト・ハニー(Short ver.)」               | 『CHARMS!!』関連曲                                             |
| 5月26日  | CHARMS!! デビューシングル「WE ARE CHARMS!!」                                             | 朗嘉恵利（井澤美香子）、有村柘榴（井澤詩織） | 「CHARMS!!(Piece Montee ver.)」                    | 『CHARMS!!』関連曲                                             |
| 5月26日  | CHARMS!! デビューシングル「WE ARE CHARMS!!」                                             | 嬉野ひなた（会沢紗弥）、楪葉 了（青木瑠璃子）、朗嘉恵利（井澤美香子）、有村柘榴（井澤詩織）、桜木梢枝（峯田茉優）、山田小夜（鈴木絵理）、権堂 舞（福原綾香）、安心院千景（田澤茉純）、妙典 蛍（影山灯）、昏間幽々（山本希望） | 「CHARMS!!(All member ver.)」                      | 『CHARMS!!』関連曲                                             |
| 11月8日  | トウメイダイアリー/Wish Drop                                                             | 一柳隊 | 「トウメイダイアリー」                             | ゲーム『アサルトリリィ Last Bullet』2周年テーマ曲              |
| 2024年   |                                                                                          | |                                                    |                                                                |
| 2月7日   | 運命のトリニティ                                                                         | 一柳隊 with 早川弥宏（大西亜玖璃）・富永真（小泉萌香） | 「Adabana」                                        | ゲーム『アサルトリリィ Last Bullet』関連曲                     |
| 2月7日   | 運命のトリニティ                                                                         | 一柳隊 | 「Adabana（一柳隊ver.） 」                         | ゲーム『アサルトリリィ Last Bullet』関連曲                     |
| 2025年   |                                                                                          | |                                                    |                                                                |
| 1月22日  | CONSTELLAT10N                                                                            | 一柳隊 with 一柳結梨（伊藤美来） | 「CONSTELLAT10N」                                  | ゲーム『アサルトリリィ Last Bullet』関連曲                     |

### シリーズ一覧
1. ↑  ファーストシーズン（2016年）、セカンドシーズン（2016年）
2. ↑  『グリザイア：ファントムトリガー THE ANIMATION SORD』（2019年）、『グリザイア：ファントムトリガー THE ANIMATION スターゲイザー』（2020年）

### ユニットメンバー
1. ↑  天海響（木戸衣吹）、代返侍（川原慶久）、コギャル霊（内田彩）、花子さん（井澤美香子）、エロ猫（くじら）、地縛霊（最上嗣生）
2. ↑  小澤亜李、井澤美香子、M・A・O、村川梨衣
3. ↑  天海響（木戸衣吹）、井上成美（伊藤美来）、上原佳奈（飯田里穂）、江角京子（M・A・O）、小川真琴（山崎エリイ）、山田健太（山谷祥生）、代返侍（川原慶久）、花子さん（井澤美香子）、エロ猫（くじら）、メリーさん（松井恵理子）、コギャル霊（内田彩）、顔なし霊（木野双葉）
4. ↑  鳩谷こはね（尾崎由香）、猿渡宇希（井澤美香子）、有馬ひづめ（山田唯菜）、舘島虎徹（楠木ともり）、牛久花和（白石晴香）
5. ↑  いわきあろは（大坪由佳）、定山渓泉美（小野早稀）、万座千斗星（井澤美香子）
6. 1 2 3 4 5 6 7 8 9 10  一柳梨璃（赤尾ひかる）、白井夢結（夏吉ゆうこ）、楓・J・ヌーベル（井澤美香子）、二川二水（西本りみ）、安藤鶴紗（紡木吏佐）、吉村・Thi・梅（岩田陽葵）、郭神琳（星守紗凪）、王雨嘉（遠野ひかる）、ミリアム・ヒルデガルド・v・グロピウス（高橋花林）
7. ↑  戸田・エウラリア・琴陽（田上真里奈）、福山・ジャンヌ・幸恵（中村裕香里）、岸本・ルチア・来夢（宮瀬玲奈）、黒木・フランシスカ・百合亜（梅原サエリ）、長谷川・ガブリエラ・つぐみ（長橋有沙）
8. ↑  川村楪（あわつまい）、船田初（西葉瑞希）、船田純（石井陽菜）
9. ↑  石川葵（広沢麻衣）
10. ↑  相澤一葉（藤井彩加）、佐々木藍（夏目愛海）、飯島恋花（石飛恵里花）、初鹿野瑤（三村遙佳）、芹沢千香瑠（野中深愛）
11. ↑  一柳梨璃（赤尾ひかる）、白井夢結（夏吉ゆうこ）、楓・J・ヌーベル（井澤美香子）、二川二水（西本りみ）、安藤鶴紗（紡木吏佐）、吉村・Thi・梅（岩田陽葵）、郭神琳（星守紗凪）、王雨嘉（遠野ひかる）、ミリアム・ヒルデガルド・v・グロピウス（高橋花林）、相澤一葉（藤井彩加）、佐々木藍（夏目愛海）、飯島恋花（石飛恵里花）、初鹿野瑤（三村遙佳）、芹沢千香瑠（野中深愛）、今叶星（前田佳織里）、宮川高嶺（礒部花凜）、土岐紅巴（東城咲耶子）、丹羽灯莉（進藤あまね）、定盛姫歌（富田美憂）